# Onderuitputting
Dit artikel of overzicht is mogelijk incompleet; u kunt helpen door het uit te breiden.
Onderuitputting is in de economie het fenomeen dat een gebudgetteerd bedrag niet kan worden uitgegeven. In het geval van een overheidsbudget kan dit komen door een tekort aan vakmensen die de gebudgetteerde werkzaamheden moeten uitvoeren. Ook kan het zijn dat plannen te ambitieus zijn, en door andere beperkingen niet kunnen worden uitgevoerd, zoals milieuregels of technische beperkingen. 